# Вуд, Эндрю Марли
Сэр Эндрю Марли Вуд (Andrew Marley Wood; род. 2 января 1940, Гибралтар) — британский дипломат, ныне отставной.
В 1985-89 гг. посол Великобритании в Югославии.
В 1995—2000 гг. посол Великобритании в России.
Ныне ассоциированный фелло Chatham House, где специализируется на внутренней и внешней политике России.
Изучал историю в Кембридже.
Находился на дипломатической службе с 1961 по 2000 год.
В 1964-66 и 1979-82 гг. в Москве.
В 1967-70 и 1989—1992 гг. в Вашингтоне.
В 1975-79 гг. в Белграде.
Ушёл в отставку с дипломатической службы по достижении 60-летнего возраста.
Являлся советником премьер-министра Великобритании Тони Блэра по вопросам инвестиций в российскую экономику.
С 2005 года ассоциированный фелло Chatham House.
Директор Foreign & Colonial Investment Trust, старший советник Ernst & Young, председатель Британо-российского центра, член исполнительного совета Российско-британской торговой палаты, консультативного совета Британского консультационного бюро, старший советник и член совета директоров компании PBN, член консультативного совета группы «Ренессанс Капитал» (с 2003).
В 2019 году подписал «Открытое письмо против политических репрессий в России».
Публикуется в The American Interest.
GCMG.
Женат на американке, трое взрослых детей.